# Spiralaria florea
Spiralaria florea is een mosdiertjessoort uit de familie van de Flustridae. De wetenschappelijke naam van de soort is voor het eerst geldig gepubliceerd in 1861 door Busk.